# Afrikaans kampioenschap voetbal vrouwen 1995
Het Afrikaans kampioenschap voetbal vrouwen 1995 (of CAF vrouwenkampioenschap) was de tweede editie van dit voetbaltoernooi voor landenteams en gold tevens als kwalificatietoernooi voor het wereldkampioenschap voetbal vrouwen.
Acht landen hadden zich voor deelname ingeschreven. Twee landen trokken zich na de loting terug voor deelname. De overige zes deelnemers vervolgden middels tuis- en uitwedstrijden het kampioenschap. Nigeria veroverde voor de tweede keer de titel en plaatste zich met de overwinning ook voor de tweede editie van het WK.

## Deelname
| Angola   | Nigeria      |
| Ghana    | Sierra Leone |
| Guinee   | Zambia       |
| Kameroen | Zuid-Afrika  |

## Eindronde
t.z.t. = trok zich terug 

### Eerste ronde
De eerste ronde werd in 1994 gespeeld, de exacte data zijn onbekend.
| Datum | Team #1     | 1e  | 2e       | Team #2      | Datum |
| ----- | ----------- | --- | -------- | ------------ | ----- |
|       | Nigeria     | 9-0 | 2-0      | Sierra Leone |       |
|       | Zuid-Afrika | 5-3 | 6-2      | Zambia       |       |
|       | Angola      |     | t.z.t. > | Kameroen     |       |
|       | Ghana       |     | t.z.t. > | Guinee       |       |

### Tweede ronde
De tweede ronde werd in januari 1995 gespeeld, de exacte data zijn onbekend.
| Datum | Team #1     | 1e  | 2e  | Team #2 | Datum |
| ----- | ----------- | --- | --- | ------- | ----- |
|       | Ghana       | 0-3 | 0-2 | Nigeria |       |
|       | Zuid-Afrika | 3-1 | 3-3 | Angola  |       |

### Finale
De finale werd in maart 1995 gespeeld, de exacte data zijn onbekend.
| Datum | Team #1 | 1e  | 2e  | Team #2     | Datum |
| ----- | ------- | --- | --- | ----------- | ----- |
|       | Nigeria | 4-1 | 7-1 | Zuid-Afrika |       |

## Kampioen
| Afrikaans kampioenschap vrouwenvoetbal 1995 |
| ------------------------------------------- |
| NIGERIA 2de titel                           |

1991 ·
1995 · 
1998 · 
2000 · 
2002 · 
2004 · 
2006 · 
2008 · 
2010 ·
2012 ·
2014 ·
2016 ·
2018 ·
2022